# Trophée Éric Bompard de 2013
Trophée Éric Bompard de 2013 foi a vigésima sétima edição do Trophée Éric Bompard, um evento anual de patinação artística no gelo organizado pela Federação Francesa de Esportes no Gelo (em francês:  Federation Française des Sports de Glace), e que fez parte do Grand Prix de 2013–14. A competição foi disputada entre os dias 15 de novembro e 17 de novembro, na cidade de Paris, França.

## Eventos
- Individual masculino
- Individual feminino
- Duplas
- Dança no gelo

## Medalhistas
| Evento                        | Ouro                               | Prata                                      | Bronze                                         |
| Individual masculino detalhes | Patrick Chan · Canadá              | Yuzuru Hanyu · Japão                       | Jason Brown · Estados Unidos                   |
| Individual feminino detalhes  | Ashley Wagner · Estados Unidos     | Adelina Sotnikova · Rússia                 | Anna Pogorilaya · Rússia                       |
| Duplas detalhes               | Pang Qing · Tong Jian · China      | Meagan Duhamel · Eric Radford · Canadá     | Caydee Denney · John Coughlin · Estados Unidos |
| Dança no gelo detalhes        | Tessa Virtue · Scott Moir · Canadá | Elena Ilinykh · Nikita Katsalapov · Rússia | Nathalie Péchalat · Fabian Bourzat · França    |

## Resultados

### Individual masculino
| Pos.              | Nome              | Nacionalidade    | Pontos | PC        | PL         |
| ----------------- | ----------------- | ---------------- | ------ | --------- | ---------- |
| Medalha de ouro   | Patrick Chan      | Canadá           | 295.27 | 98.52 (1) | 196.75 (1) |
| Medalha de prata  | Yuzuru Hanyu      | Japão            | 263.59 | 95.37 (2) | 168.22 (2) |
| Medalha de bronze | Jason Brown       | Estados Unidos   | 243.09 | 84.77 (3) | 158.32 (3) |
| 4                 | Yan Han           | China            | 214.23 | 84.34 (4) | 129.89 (6) |
| 5                 | Michal Březina    | República Tcheca | 206.22 | 71.91 (6) | 134.31 (4) |
| 6                 | Song Nan          | China            | 204.73 | 71.36 (7) | 133.37 (5) |
| 7                 | Florent Amodio    | França           | 191.13 | 73.65 (5) | 117.48 (8) |
| 8                 | Alexander Majorov | Suécia           | 180.62 | 59.72 (8) | 120.90 (7) |

### Individual feminino
| Pos.              | Nome               | Nacionalidade  | Pontos | PC        | PL         |
| ----------------- | ------------------ | -------------- | ------ | --------- | ---------- |
| Medalha de ouro   | Ashley Wagner      | Estados Unidos | 194.37 | 66.75 (1) | 127.62 (2) |
| Medalha de prata  | Adelina Sotnikova  | Rússia         | 189.81 | 60.01 (3) | 129.80 (1) |
| Medalha de bronze | Anna Pogorilaya    | Rússia         | 184.69 | 60.03 (2) | 124.66 (3) |
| 4                 | Samantha Cesario   | Estados Unidos | 172.70 | 56.55 (5) | 116.15 (4) |
| 5                 | Maé Bérénice Méité | França         | 166.11 | 56.50 (6) | 109.61 (5) |
| 6                 | Amélie Lacoste     | Canadá         | 158.11 | 55.92 (7) | 102.19 (6) |
| 7                 | Viktoria Helgesson | Suécia         | 153.27 | 53.25 (8) | 100.02 (7) |
| 8                 | Christina Gao      | Estados Unidos | 152.85 | 58.81 (4) | 94.04 (8)  |
| 9                 | Natalia Popova     | Ucrânia        | 136.43 | 50.87 (9) | 85.56 (9)  |

### Duplas
| Pos.              | Nome                                 | Nacionalidade  | Pontos | PC        | PL         |
| ----------------- | ------------------------------------ | -------------- | ------ | --------- | ---------- |
| Medalha de ouro   | Pang Qing / Tong Jian                | China          | 193.86 | 67.69 (1) | 126.17 (1) |
| Medalha de prata  | Meagan Duhamel / Eric Radford        | Canadá         | 190.89 | 66.07 (2) | 124.82 (2) |
| Medalha de bronze | Caydee Denney / John Coughlin        | Estados Unidos | 184.01 | 63.52 (4) | 120.49 (3) |
| 4                 | Vera Bazarova / Yuri Larionov        | Rússia         | 180.07 | 65.67 (3) | 114.40 (5) |
| 5                 | Vanessa James / Morgan Ciprès        | França         | 172.27 | 56.78 (5) | 115.49 (4) |
| 6                 | Natasha Purich / Mervin Tran         | Canadá         | 162.09 | 55.89 (6) | 106.20 (6) |
| 7                 | Annabelle Prölß / Ruben Blommaert    | Alemanha       | 157.62 | 54.18 (7) | 103.44 (7) |
| 8                 | Nicole Della Monica / Matteo Guarise | Itália         | 147.88 | 48.59 (8) | 99.29 (8)  |

### Dança no gelo
| Pos.              | Nome                                    | Nacionalidade | Pontos | PC        | PL         |
| ----------------- | --------------------------------------- | ------------- | ------ | --------- | ---------- |
| Medalha de ouro   | Tessa Virtue / Scott Moir               | Canadá        | 180.96 | 75.31 (1) | 105.65 (1) |
| Medalha de prata  | Elena Ilinykh / Nikita Katsalapov       | Rússia        | 171.89 | 69.07 (3) | 102.82 (2) |
| Medalha de bronze | Nathalie Péchalat / Fabian Bourzat      | França        | 171.08 | 70.59 (2) | 100.49 (3) |
| 4                 | Nelli Zhiganshina / Alexander Gazsi     | Alemanha      | 147.27 | 60.13 (4) | 87.14 (4)  |
| 5                 | Gabriella Papadakis / Guillaume Cizeron | França        | 143.26 | 58.10 (5) | 85.16 (5)  |
| 6                 | Ksenia Monko / Kirill Khaliavin         | Rússia        | 139.96 | 56.53 (6) | 83.43 (6)  |
| 7                 | Penny Coomes / Nicholas Buckland        | Reino Unido   | 128.59 | 52.52 (7) | 76.07 (7)  |
| 8                 | Nicole Orford / Thomas Williams         | Canadá        | 119.60 | 47.45 (8) | 72.15 (8)  |

## Quadro de medalhas
| Ordem | País           | Medalha de ouro | Medalha de prata | Medalha de bronze |    | Ordem por total |
| ----- | -------------- | --------------- | ---------------- | ----------------- | -- | --------------- |
| 1     | Canadá         | 2               | 1                |                   | 3  | 1               |
| 2     | Estados Unidos | 1               |                  | 2                 | 3  | 1               |
| 3     | China          | 1               |                  |                   | 1  | 4               |
| 4     | Rússia         |                 | 2                | 1                 | 3  | 1               |
| 5     | Japão          |                 | 1                |                   | 1  | 4               |
| 6     | França         |                 |                  | 1                 | 1  | 4               |
| TOTAL | TOTAL          | 4               | 4                | 4                 | 12 | —               |